# Letoon
El Letoon (griego Λητώον) es el santuario antiguo de Leto, situado a cuatro kilómetros de la antigua Janto, a orillas del río homónimo, en Licia, Turquía. Se halló entre sus restos una estela trilingüe en licio, griego y arameo que habla del inicio del culto a Leto en el lugar.
Leto, Artemisa y Apolo fueron venerados allí durante ocho siglos. Los restos de los tres templos del Letoon, con los de Janto, están inscritos en la lista del Patrimonio de la Humanidad.

## Historia
Al suroeste de Anatolia (hoy Turquía) se encuentra el santuario principal de la diosa Leto. El Letoon no era una ciudad, sino un santuario administrado por el conjunto de las ciudades licias en el marco de la confederación licia. Los licios, pueblo cuyo origen sigue siendo un misterio y su lengua no descifrada aún en gran parte, desarrollaron una civilización propia hasta la conquista de Alejandro Magno. 
Bajo el Imperio aqueménida, parece que los licios tuvieron una determinada autonomía, aunque las dinastías estaban sometidas al Gran Rey. La región cayó en el siglo IV a. C. bajo soberanía caria (Pixodaro, el rey de Caria antes de Mausolo, aparece en varias inscripciones del Letoon). Después de la muerte de Alejandro Magno, Licia estuvo ocupada durante varias décadas por los Ptolomeos, soberanos griegos de Egipto, después por Rodas. Gracias a la protección de Roma, los licios consiguen su independencia en el siglo II a. C., en el marco de la confederación licia renovada. Durante el Imperio romano, el Letoon recibió la visita del emperador romano Adriano, para el que se construyó una sala de culto imperial en frente del altar de Leto y de las ninfas. Después de la prohibición del culto pagano (Edicto de Tesalónica, 380), los templos fueron destruidos, pero los constructores de una pequeña iglesia paleocristiana, construida en la explanada de los altares, utilizaron la cella del templo de Leto, probablemente para instalar un baptisterio. 
No quedan allí prácticamente rastros del uso del lugar desde el siglo VII, momento de las incursiones árabes. Durante varios siglos, esta región malsana de Licia permaneció deshabitada, ocupada solamente por los nómadas de las montañas (Yürük). El lugar fue visitado por el arqueólogo austríaco O. Benndorf en 1884, pero solamente estaban visibles entonces el teatro y algunas paredes. Las excavaciones sistemáticas comenzaron en 1962 a cargo de la misión francesa de Janto, entonces bajo la dirección de Henri Metzger. Los trabajos se continuaron a un ritmo regular desde entonces, bajo las direcciones sucesivas de Christian Le Roy, de Jacques del Courtils y de Didier Laroche. La misión arqueológica del Letoon, bajo los auspicios del Ministerio de Asuntos Exteriores de Francia, prosigue hoy día sus trabajos, en particular, para publicar los resultados de las excavaciones ya realizadas y mejorar la presentación del lugar.

## Investigaciones arqueológicas: el santuario
El Letoon se encuentra hoy a unos quince kilómetros del mar, pero se ha ido alejando durante su historia, debido a los aluviones arrastradas por el río Janto muy cercano. Las excavaciones, obstruidas por la presencia de la capa freática, han llegado hasta niveles de ocupación del siglo VII a. C., pero es probable que la ocupación del lugar sea más antigua. Es cierto que la diosa venerada en esta época no era Leto, sino más bien una Diosa madre local similar a las de Anatolia. El nombre de Leto no aparece de hecho hasta el siglo IV a. C., época en que los licios estaban gobernados por la dinastía Arbinas, responsable de la helenización de Licia (su  presunta tumba, llamado monumento de las Nereidas, se descubrió en Janto, pero la mayor parte se encuentra ahora en el Museo Británico). Una inscripción encontrada en Letoon nos dice que después de haber consultado el oráculo de Delfos, Arbinas instauró el culto de Leto y (¿re?)construyó el templo.

### El santuario
El santuario es una superficie rectangular cerrada sobre dos lados por pórticos, pero un teatro situado al norte nos indica la presencia de otros edificios próximos. Hasta el momento han sido descubiertos dos accesos: al oeste, los propileos que señalaban la entrada procesional; al norte, se unía mediante una poterna al camino que llevaba hacia Janto.

### Los tres templos: Leto, Artemis y Apolo
En el centro de esta extensión, los arqueólogos encontraron tres templos de la época helenística paralelos y orientados hacia el sur. El primero, al oeste, era el de Leto y contiene un edificio más antiguo (¿templo?), conservado como una reliquia. Lo mismo ocurre con el templo que está más al este, consagrado a Apolo, en cuya cella se encontraron los cimientos de un templo de madera muy antiguo. El templo del medio, más pequeño, se dedicaba a Artemisa, y presenta también una disposición original: la cella está formada por una roca tallada. 
Razones de estilo y de las técnicas utilizadas nos hacen datar estos tres templos como del siglo III a. C., época en que los licios estaban bajo la soberanía lágida (faraones griegos de Egipto, sucesores de Alejandro Magno). El templo de Leto, mejor conservado, es el que mejor se conoce. Se trata de un templo períptero jónico (6 x 11 columnas), en mármol, cuya cella estaba decoraba con columnas corintias unidas a las paredes. El templo de Apolo era de orden dórico.

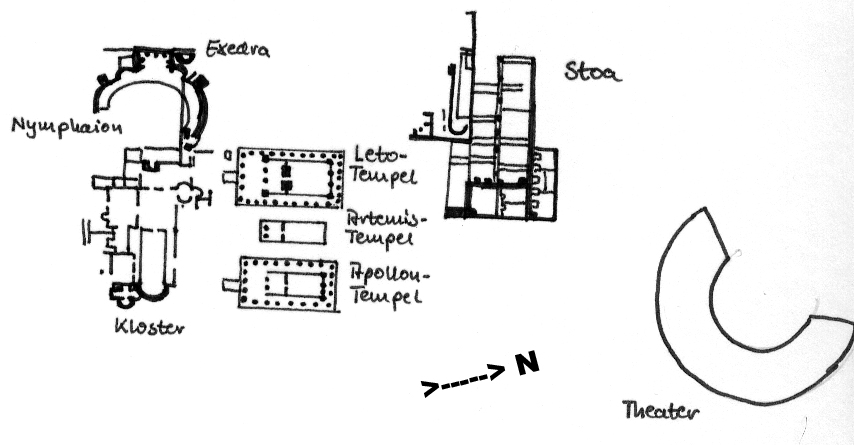
Plano de Letoon.

### La sala del culto imperial
Al suroeste del santuario se encuentra un conjunto arquitectónico de época romana constituido por una sala cuadrada que se abre sobre un pórtico semicircular, situado en el centro del santuario de las ninfas. Las ninfas se honraban con el mismo culto que a Leto en este santuario, en particular cerca de un nicho arqueado dónde se encontraron muchas estatuillas votivas. El gran pórtico confinaba con un estanque y recuerda a algunas disposiciones parecidas de la Villa Adriana en Tívoli. En la sala cuadrada se encuentra una inscripción en honor de Adriano, que está situada bajo una estatua del emperador, todo ello con un decorado cuya restitución está en fase de estudio.

### El teatro
Cuando los licios alcanzaron su independencia en el siglo II a. C. gracias a los romanos; se instauró un festival (el Romaïa) en acción de gracias. El teatro está datado en esta época y se encuentra en buen estado. Su forma, en herradura, es típico de los teatros helenísticos. La parte central está tallada en la roca. Sólo se construyeron las alas. Dos accesos arqueados, provistos de hermosas puertas, corresponden al paso de la carretera que, curiosamente, cruzaba el teatro. La capacidad del teatro puede estimarse en 5.000 plazas.

## Epigrafía
El descubrimiento, en 1973, de una estela trilingüe (textos redactado en griego, licio y arameo) hizo progresar el conocimiento de la lengua licia, pero esta última sigue estando sin descifrar en parte. La estela hace referencia a los cultos de Basileo Caunio y Arggazuma (Arcesimas), y data de la época de la soberanía caria sobre Licia  del sátrapa Pixodaro en el siglo IV a. C.. 
Desde su primera publicación, la estela fue objeto de numerosos artículos, intentando precisar el sentido del texto licio. El alfabeto licio está próximo al alfabeto griego antiguo pero contiene signos específicos. También se encontraron otras inscripciones en lengua licia en el Letoon, cuyas dos bases llevan inscripciones de la dinastía Arbinas. Una de entre ellas narra los grandes hechos realizados y las hazañas del rey, su consulta del oráculo de Delfos, y la fundación del culto a Leto.

## Proyectos actuales
El lugar del Letoon se inscribió, con su vecina Janto, en la lista del Patrimonio de la Humanidad de la Unesco en 1988. Por iniciativa del Ministerio francés de Asuntos Exteriores, se puso en marcha un programa de restauración, por los arquitectos Didier Laroche y Jean-François Bernard en 2000; en 2005, se reconstruyó una parte del templo de Leto con la participación activa de los canteros de la Fundación de la Obra Notre-Dame, de la Catedral de Estrasburgo. Los trabajos de restauración se refieren también al teatro y a la sala de culto imperial. Las próximas publicaciones esperadas se refieren a la cerámica encontrada en las excavaciones de pórticos y a la arquitectura de los templos y del complejo monumental romano vinculado al culto imperial. Las excavaciones se benefician del apoyo de la asociación AXEL. 

## Acceso
El lugar (que depende del municipio de Kumluova) es fácilmente accesible desde los puertos de Fethiye al norte (1 hora de coche) o de Kalkan al sureste (45 minutos). En el lugar hay una pensión, los hoteles más cercanos están en Patara, en el golfo homónimo.

### Citas y notas
1. ↑  «Xanthos-Letoon». UNESCO Culture Sector. Consultado el 4 de abril de 2015.
2. ↑  Fuente:Misión arqueológica francesa de Letoon
3. ↑  Véase Graig Melchert, lengua licia
4. ↑  Lista del patrimonio mundial, Unesco
5. ↑  (en inglés) Proyecto de restauración del lugar de Janto-Letoon